# Muratbeyli, Kavak
Muratbeyli là một xã thuộc huyện Kavak, tỉnh Samsun, Thổ Nhĩ Kỳ. Dân số thời điểm năm 2010 là 147 người.